# Detektiv Conan – Der Magier des letzten Jahrhunderts
Detektiv Conan – Der Magier des letzten Jahrhunderts (japanisch 名探偵コナン 世紀末の魔術師, Meitantei Konan: Seikimatsu no Majutsushi) ist der dritte Kinofilm zur Manga- und Animeserie Detektiv Conan aus dem Jahr 1999.
In Deutschland erschien der Film am 28. Januar 2008 bei Kazé Anime auf DVD. Die deutsche Erstausstrahlung fand am 7. und 10. Januar 2011 als Zweiteiler bei RTL II statt.

## Handlung
Der japanischen Öffentlichkeit wird ein erstaunlicher Fund präsentiert. In einem Lagerhaus der einflussreichen Suzuki-Familie wurde das 51. Imperiale Osterei (Fabergé-Ei) gefunden, welches von Zar Nikolaus II. in Auftrag gegeben wurde. Es soll nun in Osaka ausgestellt werden.
Kurz darauf erhält die Polizei eine verschlüsselte Botschaft des Meisterdiebes 1412, Kaitō Kid, welcher den Diebstahl des Eis ankündigt. Shiro Suzuki – Oberhaupt der Familie Suzuki – bittet den berühmten Detektiv Kogorō Mōri um seine Mithilfe bei der Verteidigung des Kulturerbes. Er nimmt an und reist mit seiner Tochter Ran und Conan nach Osaka. Dort interessieren sich auch vier weitere Personen für das Ei und verhalten sich sonderbar: Sergej Ovchinikov, erster Sekretär der russischen Botschaft, Shōichi Inui, ein vermögender Kunsthändler, die Wissenschaftlerin Seiran Hoshi sowie der Reporter Ryū Sagawa, der an einem Bericht über das Ei arbeitet.
Trotz strengster Sicherheitsvorkehrungen schafft es der „Magier des letzten Jahrhunderts“, wie sich Kid in seinem Schreiben bezeichnet, das Ei zu stehlen. Doch auf seiner Flucht wird Kid durch einen unbekannten Heckenschützen vom Himmel geholt, der ihm direkt ins rechte Auge schießt. Er verschwindet spurlos. Das Ei wird später im Meer gefunden. Es bleibt unklar, ob Kid bei dem Absturz getötet wurde.
Zurück in Tokio taucht Natsumi Kōsaka auf. Ihr Urgroßvater war der Werkmeister der Eier und hat diese im Auftrag des Zaren angefertigt. Nach der russischen Revolution musste er nach Japan fliehen und ließ sich dort nieder. Natsumi hat eine teilweise zerstörte Skizze im Nachlass ihres Urgroßvaters gefunden, welches das 51. Ei zeigt. Allerdings wird bald klar, dass es noch ein 52. Ei geben muss.
Alle genannten Personen befinden sich nun gemeinsam auf dem Weg zum Anwesen des Werkmeisters, wo der Verbleib des 52. Eis vermutet wird. Es handelt sich um ein Schloss auf einer Insel, weswegen sie mit einem Schiff anreisen. Von der Polizei wird ihnen der Inspektor Shiratori zur Seite gestellt, welcher überraschend aus dem Urlaub zurückgekehrt ist. Auf dem Weg wird der Reporter Sagawa tot in seiner Kabine aufgefunden. Er wurde durch einen Schuss ins rechte Auge getötet. Conan stellt Nachforschungen an und erfährt, dass ein bislang noch nicht gefasster und weitgehend unbekannter Auftragsmörder immer durch diese Methode tötet. Er muss einer der Personen sein, die sich an Bord befinden.
Im Schloss findet die Gruppe einen geheimen Eingang, welcher sie in ein unterirdisches Tunnelgewölbe führt. Dort finden sie einen Sarg, in dem die Urgroßmutter von Kōsaka liegt. In ihren Händen hält sie das zweite Ei. Außerdem findet die Gruppe heraus, dass das erste Ei in das zweite gesetzt werden kann. Durch einen Mechanismus, welcher durch Lichtstrahlen einer Taschenlampe in Kraft gesetzt wird, werden Bilder an die Wand projiziert, welche einem Familienalbum ähneln.
Im nächsten Augenblick geht das Licht aus und es fallen Schüsse. Der Kunsthändler Inui wird ermordet. Das Schloss wird in Brand gesteckt und der Killer versucht mit den beiden Eiern zu fliehen. Conan schafft es, ihm zu folgen. Es zeigt sich, dass Seiran Hoshi in Wirklichkeit die Killerin ist. Sie ist eine Nachfahrin von Rasputin und schießt ihren Opfern deswegen ins rechte Auge, weil ihm ebendieses nach seiner Ermordung fehlte. Die Eier wollte sie in ihren Besitz bringen, weil diese angeblich ein Geschenk des Zaren an Rasputin waren. Der Reporter Sagawa musste sterben, weil er sie zufällig mit einem Bild von ihm gefilmt hat und sie kein Risiko der Enttarnung eingehen wollte. Der Kunsthändler Inui deshalb, weil er sie erkannt hat.
Sie will nun auch Conan erschießen, wird aber von Kaitō Kid daran gehindert, welcher den Absturz überlebt hat und sich die ganze Zeit als Inspektor Shiratori verkleidet hat. Er habe das Ei nur stehlen wollen, um es der rechtmäßigen Besitzerin Kōsaka zurückzugeben. Der russische Sekretär erkennt, dass es sich um ein Familienerbstück handelt und verzichtet im Namen Russlands auf alle Ansprüche.
Am Abend sitz Ran still im Büro ihres Vaters. Dabei streichelt sie die Taube von Kid, welche sie gesund gepflegt hatte. Als Conan ins Büro kommt, bemerkt er, dass das mit Ran etwas nicht stimme. Ran bedankt sich bei Conan für ihre Rettung im Schloss und erzählt ihm das er sie an Shinichi erinnere. Sie fragt Conan mit Tränen in den Augen, ob er Shinichi sei. Conan beschließt ihr die Wahrheit über seine Identität verraten, jedoch steht plötzlich Shinichi (Kaito Kid in Verkleidung) vor der Tür der Detektei. Als Ran ihm schnell ein Handtuch bringen möchte, verlässt er die Detektei. Conan rennt ihm hinterher und lobt ihn für seine Verkleidung als Shiratori. Auch erzählt er ihm, dass Natsumis Urgroßmutter die Tochter von Nikolaus II. war und Kaito das Fabergé-Ei der rechtmäßigen Besitzerin zurückgeben wollte. Als sie starb, ließ er das Schloss für sie als eine Art Mausoleum errichten. Warum er Conan hilft, seine Identität zu wahren, verrät Kaito Kid nicht, aber Conan ist klar, dass er dies nur tut, weil Ran sich um seine Taube gekümmert hatte. Als Ran mit einem Handtuch kommt, verschwindet Kid, eingehüllt in Schwarm seiner Tauben.

## Synchronisation
Die deutsche Synchronfassung wurde vom Berliner Synchronstudio TV+Synchron GmbH produziert. Das Dialogbuch wurde von Ulrike Lau geschrieben, welche ebenfalls die Synchronregie übernahm.
| Figur                                        | Japanischer Sprecher (Seiyū) | Deutscher Sprecher    |
| -------------------------------------------- | ---------------------------- | --------------------- |
| Conan Edogawa                                | Minami Takayama              | Tobias Müller         |
| Shin’ichi Kudō (Stimme / Kid in Verkleidung) | Kappei Yamaguchi             | Tobias Müller         |
| Ran Mōri                                     | Wakana Yamazaki              | Giuliana Jakobeit     |
| Kogorō Mōri                                  | Akira Kamiya                 | Jörg Hengstler        |
| Heiji Hattori                                | Ryō Horikawa                 | Robin Kahnmeyer       |
| Kaitō Kid                                    | Kappei Yamaguchi             | Julien Haggége        |
| Ai Haibara                                   | Megumi Hayashibara           | Andrea Kathrin Loewig |
| Ayumi Yoshida                                | Yukiko Iwai                  | Julia Meynen          |
| Mitsuhiko Tsuburaya                          | Ikue Ōtani                   | Fabian Hollwitz       |
| Genta Kojima                                 | Wataru Takagi                | Michael Iwannek       |
| Professor Hiroshi Agasa                      | Ken’ichi Ogata               | Rüdiger Evers         |
| Kazuha Tōyama                                | Yūko Miyamura                | Anja Stadlober        |
| Sonoko Suzuki                                | Naoko Matsui                 | Jill Böttcher         |
| Kommissar Jūzō Megure                        | Hirotaka Shimasawa           | Klaus-Dieter Klebsch  |
| Inspektor Ninzaburō Shiratori                | Kaneto Shiozawa              | Alexander Doering     |
| Inspektor Wataru Takagi                      | Wataru Takagi                | Karlo Hackenberger    |
| Inspektor Shintarō Chaki                     | Nobuo Tanaka                 | Axel Lutter           |
| Inspektor Ginzō Nakamori                     | Unshō Ishizuka               | Olaf Reichmann        |
| Natsumi Kōsaka                               | Emi Shinohara                | Melanie Hinze         |
| Sergei Ovchinikov                            | Haruhiko Jō                  | Tilo Schmitz          |
| Seiran Urashi                                | Toshiko Fujita               | Christin Marquitan    |
| Shōichi Inui                                 | Akio Ōtsuka                  | Gerald Paradies       |
| Ryū Sagawa                                   | Hōchū Ōtsuka                 | Tommy Morgenstern     |
| Makoto Nishino                               | Mitsuru Miyamoto             | Tobias Nath           |
| Shiro Suzuki                                 | Fumio Matsuoka               | Thomas Kästner        |
| Kuranosuke Sawabe                            | Eisuke Yoda                  | Stefan Staudinger     |
| Ayumis Mutter                                | Shinobu Satou                | Ulrike Klein          |

## Rezeption
Laut Animania sind Bild- und Tonqualität des Films deutlich besser als bei den beiden Vorgängern der Reihe, die Synchronisation sei wieder gut gelungen. So biete der Film nicht nur für Fans der Serie „gelungene Familienunterhaltung“. Für die Mangaszene gehört der Film zu den besten der Reihe, „ein echter Hit“. Erstmals treten beliebte Charakter aus der Serie wie Heiji, Takagi, kaito Kid und Ai in einem Film auf, die Handlung sei spannend und biete ein „rundum schönes Ende“. Die Fanzeitschrift Funime dagegen bewertet die Bildqualität als ähnlich durchschnittlich wie bei den beiden Filmen zuvor. Zwar sei Der Magier des letzten Jahrhunderts „erfreulicherweise mal bombenfrei“ und mit Ai Haibara, aber „an Spannung kommt er an den ersten Film nicht ran“. Auch spätere Filme der Reihe seien wieder besser.